# Fiumi del Giappone
I fiumi del Giappone sono caratterizzati dalla lunghezza relativamente breve e dal corso assai ripido a causa della topografia della zona, stretta e montagnosa. Una citazione che viene spesso riportata è "non è un fiume, ma una cascata" pronunciata dall'ingegnere olandese (o-yatoi gaikokujin) Johannis de Rijke che visitò il Joganji, nella prefettura di Toyama.
Il Mogami, il Fuji e il Kuma sono considerati i tre fiumi del Giappone con il maggior numero di rapide, e quindi più "turbolenti".
I fiumi tipici del Giappone sorgono da foreste montane e tagliano profonde valli a V nelle loro parti più alte, mentre formano pianure alluvionali alle loro altitudini più basse che permettono ai giapponesi di coltivare campi di riso e di stabilirvi villaggi e città.
La maggior parte dei fiumi sono utilizzati per garantire sia acqua che elettricità.
Il fiume più lungo del Giappone è lo Shinano, che scorre da Nagano a Niigata. Il Tone ha la più grande massa d'acqua e garantisce l'acqua a più di 30 milioni degli abitanti metropolitani di Tokyo.

## Lista di fiumi giapponesi
La lista che segue è in ordine geografico (da nord a sud).

### Hokkaidō
- Ishikari (石狩川) - il terzo per lunghezza in Giappone
- Teshio (天塩川)
- Tokachi (十勝川)
- Chitose (千歳川)
- Bifue (美笛川)
- Okotanpe (オコタンペ川)
- Ninaru (ニナル川)
- Kushiro (釧路川)

### regione di Tōhoku|Tōhoku
- Mogami (最上川)
- Omono (雄物川)
- Yoneshiro (米代川)
- Iwaki (岩木川)
- Oirase (奥入瀬川)
- Mabechi (馬淵川)
- Kitakami (北上川)
- Abukuma (阿武隈川)

### regione di Kantō|Kantō
- Tone (利根川) - il secondo per lunghezza in Giappone
  - Edo (江戸川)
- Arakawa (荒川)
  - Sumida (隅田川)
  - Kanda (神田川)
- Tama (多摩川)
- Sagami (相模川)

### regione di Chūbu|Chūbu
Fiumi che sfociano nel Mare del Giappone:
- Agano (阿賀野川)
- Shinano (信濃川) o Chikuma (千曲川) - il più lungo del Giappone
- Seki (関川)
- Hime (姫川)
- Kurobe (黒部川)
- Jōganji (常願寺川)
- Jinzū (神通川)
- Shō (庄川)
- Oyabe (小矢部川)
- Tedori (手取川)
- Kuzuryū (九頭竜川)

Fiumi che sfociano nell'Oceano Pacifico:
- Fuji (富士川)
- Abe (安倍川)
- Ōi (大井川)
- Tenryū (天竜川)
- Toyokawa (豊川)
- Yahagi (矢作川)
- Shōnai (庄内川)
- Kiso (木曽川)
- Nagara (長良川)
- Ibi (揖斐川)

### Kansai
- Yodo (淀川), Seta (瀬田川) o Uji (宇治川)
  - Yasu (野洲川)
  - Katsura (桂川), Hozu (保津川) o Ōi (大堰川)
  - Kamo (鴨川)
  - Kizu (木津川)
  - Dōtonbori (道頓堀)
- Yamato (大和川)
- Kinokawa (紀ノ川)
- Mukogawa (武庫川)

### Chūgoku
- Sendai (千代川)
- Gōnokawa (江の川)
- Takahashi (高梁川)
- Ōta (太田川)

### Shikoku
- Yoshino (吉野川)
- Shimanto (四万十川)

### Kyūshū
- Chikugo (筑後川)
- Kuma (球磨川)